# 긴꼬리후티아속
긴꼬리후티아속 또는 미사텔레스속(Mysateles)은 후티아과에 속하는 설치류 속이다. 5종을 포함하고 있다.

## 하위 종
- 검은꼬리후티아 또는 털꼬리후티아 (Mysateles melanurus)
- 가리도후티아 (Mysateles garridoi)
- 군드라흐후티아 또는 채프먼잡는꼬리후티아 (Mysateles gundlachi)
- 잡는꼬리후티아 (Mysateles prehensilis)
- 남부후티아 또는 후벤투드섬나무후티아 (Mysateles meridionalis)